# Гесвајнштајн
Гесвајнштајн (њем. Gößweinstein) град је у њемачкој савезној држави Баварска. Једно је од 29 општинских средишта округа Форххајм. Према процјени из 2010. у граду је живјело 4.055 становника. Посједује регионалну шифру (AGS) 9474129.

## Географски и демографски подаци
Гесвајнштајн се налази у савезној држави Баварска у округу Форххајм. Град се налази на надморској висини од 312–588 метара. Површина општине износи 57,7 km². У самом граду је, према процјени из 2010. године, живјело 4.055 становника. Просјечна густина становништва износи 70 становника/km².